# Джордж Монтгомері
Джордж Монтгомері (англ. George Montgomery; 29 серпня 1916, Брейді, Монтана, США — 12 грудня 2000, ранчо «Марево», Каліфорнія, США) — американський кіноактор, скульптор.

## Біографія
Батьки — українські емігранти Леці.
Навчався в університеті штату Монтана.
Джордж Монтгомері виріс у багатодітній родині українського фермера (до своїх 15 дітей батьки додали ще 4-х усиновлених).
Поява майбутнього кіноактора в Голлівуді була щасливою: юнак відразу ж одержав роль. Потім були ще майже сто ролей у різних кінострічках, серед яких «З пекла в Борнео», «Весна в Скелястих горах», «Жінки оркестру» та інші.
1981 — побачили світ мемуари «Роки Джорджа Монтгомері».
На схилі літ актор повернувся до захоплення своєї юності — скульптури. З 1975 року почав працювати в бронзі. Створив понад 50 скульптур — найчастіше портретів своїх друзів та партнерів по фільмах.